# Alessandro da Caravaggio
Alessandro da Caravaggio (Caravaggio, ... – ...; fl. XV secolo) è stato uno scultore e intagliatore italiano.

## Biografia
Rimangono sconosciute le notizie biografiche del caravagginino le cui prime notizie relative alle sue vicende risalgono al 14 luglio 1491, quando viene citato per il pagamento del compenso per un lavoro presso la chiesa di San Giovanni in Bragora di Venezia (un braccio reggi-lampada, poi scomparso) Vista comunque la notevole rilevanza del cantiere di san Giovanni in Bragora a quell'epoca, è possibile attribuire ad Alessandro da Caravaggio già in questo periodo un certo prestigio come intagliatore e scultore in legno.
Per la medesima chiesa Alessandro realizzò, nel 1493, l'arca di san Giovanni elemosinario, destinata ad ospitare una scultura del santo ad opera di Lardo Tedesco; mentre la scultura è stata conservata, l'arca risulta perduta già da alcuni secoli. Il 27 marzo 1494 Alessandro firmò il contratto per l'inizio dei lavori al supporto ligneo e all'incorniciatura dell'altare del Sacramento, il pagamento finale avvenne il 27 luglio 1497. Sfortunatamente anche la cornice è andata perduta.
Nel giugno 1499 Alessandro stringeva un accordo con il presbiter della chiesa di san Martino di Piazza Brembana per la realizzazione dell'intera parte lignea e della cornice di un polittico a scomparti proveniente dal Veneto; di quest'opera, cui si ritiene contribuì anche Mario Codussi, rimangono solo gli scomparti dipinti da Lattanzio da Rimini.
Nel giugno del 1499 firma un accordo per la chiesa di San Martino di Piazza Brembana dove viene citato con il titolo di sculptor, per la realizzazione della parte lignea di un polittico ordinatogli dai piazzesi migrati per lavoro a Venezia..
Fra il 1500 ed il 1502 lo scultore caravaggino tornò ad occuparsi di san Giovanni in Bragora, dove gli fu commissionata l'intagliatura dell'altare della Croce, da realizzarsi sulla falsariga di quella per l'altare del Sacramento di pochi anni addietro. La struttura avrebbe quindi ospitato una paletta dal tema Sant'Elena e Costantino con la Vera Croce ed una predella con storie della reliquia, opera di Cima da Conegliano.
Il 1503 costituisce un terminus ante quem per la realizzazione della cornice della pala della confraternita dei Milanesi, nella chiesa dei Frari, sempre a Venezia; l'opera, unanimemente attribuita all'autore dalla critica, fu forse commissionata già a metà degli anni '90 da Alvise Vivarini e Marco Basaiti. Dal classicismo evoluto, la struttura sarebbe in verità l'unica opera tuttora disponibile attribuita al caravaggino; per la mancanza di termini di paragone, la sua attribuzione non appare dunque certa.